# Sabir Dżabir
Sabir Dżabir Husajn (arab. صابر جابر حسين) – egipski zapaśnik walczący w stylu klasycznym. Złoty medalista igrzysk afrykańskich w 1987. Triumfator mistrzostw Afryki w 1988, a drugi w 1986. Mistrz arabski w 1987 roku.